# Колібрі-манго антильський
Колі́брі-ма́нго антильський (Anthracothorax dominicus) — вид серпокрильцеподібних птахів родини колібрієвих (Trochilidae). Мешкає на Гаїті. Пуерто-риканські колібрі-манго раніше вважалися конспецифічними з антильськими колібрі-манго, однак були визнані окремим видом.

## Опис
Довжина птаха становить 11—13,5 см, самці важать 6—8,2 г, самиці 4—7 г. У самців верхня частина тіла металево-зелена. Підборіддя і гордо металево-зелена, решта нижньої частини тіла оксамитово-чорна з синюватим відтінком. Хвіст фіолетовий, внутрішні опахала стернових пер мідні, кінчики у них синювато-чорні. Дзьоб дещо вигнутий, чорний.
У самиць верхня частина тіла зелена, блискуча, за очима білі плямки. Нижня частина тіла сіра, живіт сірувато-білий. Хвіст червонувато-пурпуровий з широкими чорними плямами на кінці, крайні стернові пера білі кінчики. Забарвлення молодих птахів є подібне до забарвлення самиць, однак по центру нижньої частини тіла у них іде чорна смуга.

## Поширення і екологія
Антильські колібрі-манго мешкають на острові Гаїті та на сусідніх островах Ваш, Тортуга, Гонав і Беата. Вони живуть в різноманітних природних середовищах, зокрема на узліссях тропічних лісів, на галявинах, у вторинних лісах і рідколіссях, в прибережних чагарникових заростях, на тінистих кавових плантаціях і в садах. Зустрічаються на висоті до 800 м над рівнем моря, місцями на висоті до 1500 м над рівнем моря. Живляться нектаром різноманітних квітучих рослин, зокрема з родів Cordia, Inga, Melocactus, Bauhinia, Ipomoea, Hibiscus, Erythrina, Sabinea, а також комахами, яких ловлять в польоті і павуками, яких збирають з листя і кори. Самці захищають кормові території. Гніздування відбувається протягом усього року. Гніздо чашоподібне, робиться з рослинних волокон і павутиння, зовні покривається лишайниками і корою, розміщується на дереві або в чагарниках. У кладці 2 яйця.